# Kurt Ainsworth
Kurt Ainsworth (né le 9 septembre 1978 à Baton Rouge) est un joueur de baseball américain. Lors des Jeux olympiques d'été de 2000 à Sydney, il remporte la médaille d'or.

## Palmarès
- Médaille d'or aux Jeux olympiques de Sydney en 2000